# Törökország az 1992. évi nyári olimpiai játékokon
Törökország a spanyolországi Barcelonában megrendezett 1992. évi nyári olimpiai játékok egyik részt vevő nemzete volt. Az országot az olimpián 10 sportágban 41 sportoló képviselte, akik összesen 6 érmet szereztek.

## Érmesek
| Érem  | Versenyző         | Sportág    | Versenyszám               |
| ----- | ----------------- | ---------- | ------------------------- |
| Arany | Mehmet Akif Pirim | Birkózás   | Férfi kötöttfogás, 62 kg  |
| Arany | Naim Süleymanoğlu | Súlyemelés | Férfi 60 kg               |
| Ezüst | Hakkı Başar       | Birkózás   | Férfi kötöttfogás, 90 kg  |
| Ezüst | Kenan Şimşek      | Birkózás   | Férfi szabadfogás, 90 kg  |
| Bronz | Ali Kayali        | Birkózás   | Férfi szabadfogás, 100 kg |
| Bronz | Hülya Şenyurt     | Cselgáncs  | Női légsúly               |

| Sport         |   |   |   | Összesen |
| Atlétika      | 0 | 0 | 0 | 0        |
| Birkózás      | 1 | 2 | 1 | 4        |
| Cselgáncs     | 0 | 0 | 1 | 1        |
| Evezés        | 0 | 0 | 0 | 0        |
| Íjászat       | 0 | 0 | 0 | 0        |
| Ökölvívás     | 0 | 0 | 0 | 0        |
| Sportlövészet | 0 | 0 | 0 | 0        |
| Súlyemelés    | 1 | 0 | 0 | 1        |
| Úszás         | 0 | 0 | 0 | 0        |
| Vitorlázás    | 0 | 0 | 0 | 0        |
| Összesen      | 2 | 2 | 2 | 6        |

| Naponként | Naponként    | Naponként | Naponként | Naponként | Naponként | Naponként |
| --------- | ------------ | --------- | --------- | --------- | --------- | --------- |
| Nap       | Dátum        |           |           |           | Összesen  |           |
| 1. nap    | Július 25.   | —         | —         | —         |           |           |
| 2. nap    | Július 26.   | 0         | 0         | 0         | 0         |           |
| 3. nap    | Július 27.   | 0         | 0         | 0         | 0         |           |
| 4. nap    | Július 28.   | 1         | 0         | 0         | 1         |           |
| 5. nap    | Július 29.   | 0         | 0         | 0         | 0         |           |
| 6. nap    | Július 30.   | 1         | 1         | 0         | 2         |           |
| 7. nap    | Július 31.   | 0         | 0         | 0         | 0         |           |
| 8. nap    | Augusztus 1. | 0         | 0         | 0         | 0         |           |
| 9. nap    | Augusztus 2. | 0         | 0         | 1         | 1         |           |
| 10. nap   | Augusztus 3. | 0         | 0         | 0         | 0         |           |
| 11. nap   | Augusztus 4. | 0         | 0         | 0         | 0         |           |
| 12. nap   | Augusztus 5. | 0         | 0         | 1         | 1         |           |
| 13. nap   | Augusztus 6. | 0         | 0         | 0         | 0         |           |
| 14. nap   | Augusztus 7. | 0         | 1         | 0         | 1         |           |
| 15. nap   | Augusztus 8. | 0         | 0         | 0         | 0         |           |
| 16. nap   | Augusztus 9. | 0         | 0         | 0         | 0         |           |
| Összesen  |              | 2         | 2         | 2         | 6         |           |

## Atlétika
Férfi
| Versenyző   | Versenyszám | Előfutam | Előfutam | Előfutam | Elődöntő | Elődöntő | Elődöntő | Döntő   | Döntő    |
| Versenyző   | Versenyszám | Idő      | Hely.    | Össz.    | Idő      | Hely.    | Össz.    | Idő     | Helyezés |
| ----------- | ----------- | -------- | -------- | -------- | -------- | -------- | -------- | ------- | -------- |
| Zeki Öztürk | 1500 m      | 3:38,68  | 4.       | 16.*     | 3:41,98  | 11.      | 23.      | kiesett | kiesett  |

| Versenyző       | Versenyszám | 100 m | 100 m | Távolugrás | Távolugrás | Súlylökés | Súlylökés | Magasugrás | Magasugrás | 400 m | 400 m | 110 m gát | 110 m gát | Diszkoszvetés | Diszkoszvetés | Rúdugrás | Rúdugrás | Gerelyhajítás | Gerelyhajítás | 1500 m  | 1500 m | Végeredmény | Végeredmény |
| Versenyző       | Versenyszám | Idő   | Pont  | Eredmény   | Pont       | Eredmény  | Pont      | Eredmény   | Pont       | Idő   | Pont  | Idő       | Pont      | Eredmény      | Pont          | Eredmény | Pont     | Eredmény      | Pont          | Idő     | Pont   | Pont        | Helyezés    |
| --------------- | ----------- | ----- | ----- | ---------- | ---------- | --------- | --------- | ---------- | ---------- | ----- | ----- | --------- | --------- | ------------- | ------------- | -------- | -------- | ------------- | ------------- | ------- | ------ | ----------- | ----------- |
| Alper Kasapoğlu | Tízpróba    | 11,40 | 774   | 715 cm     | 850        | 13,40 m   | 692       | 191 cm     | 723        | 51,54 | 745   | 15,42     | 799       | 39,80 m       | 660           | 450 cm   | 760      | 47,90 m       | 558           | 4:45,77 | 644    | 7205        | 23.         |

* - egy másik versenyzővel azonos időt ért el

## Birkózás
Kötöttfogású
| Versenyző          | Versenyszám | Csoportkör | Csoportkör | Helyosztók               | Helyosztók        | Helyosztók        | Bronz- mérkőzés   | Döntő                         | Helyezés    |
| Versenyző          | Versenyszám | Csoportkör | Csoportkör | 9. helyért               | 7. helyért        | 5. helyért        | Bronz- mérkőzés   | Döntő                         | Helyezés    |
| Versenyző          | Versenyszám | Ellenfél Eredmény | Hely.      | Ellenfél Eredmény        | Ellenfél Eredmény | Ellenfél Eredmény | Ellenfél Eredmény | Ellenfél Eredmény             | Helyezés    |
| ------------------ | ----------- | --- | ---------- | ------------------------ | ----------------- | ----------------- | ----------------- | ----------------------------- | ----------- |
| Ömer Elmas         | 48 kg       | A csoport · Nik Zagranitchni (ISR) · 8-10 · Wilber Sánchez (CUB) · 0-3 | 8.         | kiesett                  | kiesett           | kiesett           | kiesett           | kiesett                       | helyezetlen |
| Remzi Öztürk       | 52 kg       | B csoport · Senad Rizvanović (IOP) · 0-10 · Bratan Cenov (BUL) · 0-2 | 8.         | kiesett                  | kiesett           | kiesett           | kiesett           | kiesett                       | helyezetlen |
| Ergüder Bekişdamat | 57 kg       | B csoport · An Hanbong (An Han-Bong) (KOR) · 1-11 · Armando Fernández (MEX) · 7-0 · Marian Sandu (ROU) · 1-3                                                                | 6.         | kiesett                  | kiesett           | kiesett           | kiesett           | kiesett                       | helyezetlen |
| Mehmet Akif Pirim  | 62 kg       | B csoport · Juan Marén (CUB) · 3-2 · Usama Aziz (SWE) · 5-0 · Sztaniszlav Grigorov (BUL) · 2-1 · Bódi Jenő (HUN) · 7-3                                                      | 1.         |                          |                   |                   |                   | Szergej Martinov (EUN) · 13-2 |             |
| Erhan Balcı        | 74 kg       | A csoport · Torbjörn Kornbakk (SWE) · 2-5 · Ahad Javan Saleh (IRI) · 2-0 · Tuomo Karila (FIN) · 2-1 · Józef Tracz (POL) · 1-5                                               | 5.         | Karolj Kasap (CAN) · 0-2 |                   |                   |                   |                               | 9.          |
| Hakkı Başar        | 90 kg       | A csoport · Gogi Koguasvili (EUN) · 2-1 · Komáromi Tibor (HUN) · DQ2 · Ivajlo Jordanov (BUL) · 2-1 · Salvatore Campanella (ITA) · 5-0 (kétvállas) · Michael Foy (USA) · 4-3 | 1.         |                          |                   |                   |                   | Maik Bullmann (GER) · 0-5     |             |

Szabadfogású
| Versenyző         | Versenyszám | Csoportkör | Csoportkör | Helyosztók        | Helyosztók        | Helyosztók                          | Bronz- mérkőzés                        | Döntő                         | Helyezés    |
| Versenyző         | Versenyszám | Csoportkör | Csoportkör | 9. helyért        | 7. helyért        | 5. helyért                          | Bronz- mérkőzés                        | Döntő                         | Helyezés    |
| Versenyző         | Versenyszám | Ellenfél Eredmény | Hely.      | Ellenfél Eredmény | Ellenfél Eredmény | Ellenfél Eredmény                   | Ellenfél Eredmény                      | Ellenfél Eredmény             | Helyezés    |
| ----------------- | ----------- | --- | ---------- | ----------------- | ----------------- | ----------------------------------- | -------------------------------------- | ----------------------------- | ----------- |
| Ahmet Orel        | 52 kg       | A csoport · Anil Kumár (IND) · 17-1 · Tserenbaataryn Enkhbayar (MGL) · 14-9 · Valentin Jordanov (BUL) · 4-6 · Li Hak-Szon (PRK) · 8-17                          | 3.         |                   |                   | Szató Micuru (JPN) · visszalépett   |                                        |                               | 5.          |
| Remzi Musaoğlu    | 57 kg       | B csoport · Andrés Iniesta Pacheco (ESP) · 16-0 · Asok Kumár (IND) · 7-0 · Kendall Cross (USA) · 7-3 · Alejandro Puerto (CUB) · 0-3                             | 2.         |                   |                   |                                     | Kim Jongsik (Kim Yong-sik) (PRK) · 2-3 |                               | 4.          |
| İsmail Faikoğlu   | 62 kg       | A csoport · John Smith (USA) · 2-3 · Tjaart du Plessis (RSA) · 9-0 · Magomed Azizov (EUN) · 1-2                                                                 | 7.         | kiesett           | kiesett           | kiesett                             | kiesett                                | kiesett                       | helyezetlen |
| Fatih Özbaş       | 68 kg       | A csoport · Ibo Oziti (NGR) · 4-2 · Maksim Geller (ISR) · 2-0 · Arszen Fadzajev (EUN) · 0-2 · Townsend Saunders (USA) · 5-2 · Akaisi Kószei (JPN) · 0-3         | 3.         |                   |                   | Ko Jongho (Go Yeong-Ho) (KOR) · 3-1 |                                        |                               | 5.          |
| Selahattin Yiğit  | 74 kg       | B csoport · Məmmədsalam Haciyev (EUN) · 3-5 · Valentin Zselev (BUL) · 2-1 · Lodoin Enkhbayar (MGL) · 5-6                                                        | 6.         | kiesett           | kiesett           | kiesett                             | kiesett                                | kiesett                       | helyezetlen |
| Sebahattin Öztürk | 82 kg       | B csoport · Kevin Jackson (USA) · 0-1 · Nergüin Tümennast (MGL) · DQ · Francisco Iglesias (ESP) · 6-3 · Rasoul Khadem Azgadhi (IRI) · 0-3                       | 3.         |                   |                   | Jozef Lohyňa (TCH) · 2-2            |                                        |                               | 6.          |
| Kenan Şimşek      | 90 kg       | B csoport · Tóth Gábor (HUN) · 6-0 · Daniel Sánchez (PUR) · 4-0 · Marek Garmulewicz (POL) · 4-1 · Ayoub Baninosrat (IRI) · 4-0 · Puntsagiin Sükhbat (MGL) · 3-2 | 1.         |                   |                   |                                     |                                        | Maharbek Hadarcev (EUN) · 0-1 |             |
| Ali Kayali        | 100 kg      | B csoport · Leri Habelov (EUN) · 0-2 · Miroszlav Makaveev (BUL) · 5-1 · Kiss Sándor (HUN) · 5-0 · Andrzej Radomski (POL) · 5-3                                  | 2.         |                   |                   |                                     | Kim Theu (Kim Tae-u) (KOR) · 2-0       |                               |             |
| Mahmut Demir      | 130 kg      | A csoport · Tomasz Kupis (POL) · 4-1 · Mor Wade (SEN) · 3-0 (kétvállas) · Ali Reza Soleimani (IRI) · 2-1 · Jeffrey Thue (CAN) · 0-1                             | 2.         |                   |                   |                                     | David Gobedzsisvili (EUN) · 0-4        |                               | 4.          |

DQ2 - passzivitás miatt mindkét versenyzőt kizárták

## Cselgáncs
Férfi
| Versenyző      | Versenyszám | Selejtező         | 32-es főtábla                     | Nyolcaddöntő                         | Negyeddöntő       | Elődöntő          | Vigaszág első kör | Vigaszág nyolcaddöntő | Vigaszág negyeddöntő | Vigaszág elődöntő | Bronz- mérkőzés   | Döntő             | Helyezés |
| Versenyző      | Versenyszám | Ellenfél Eredmény | Ellenfél Eredmény                 | Ellenfél Eredmény                    | Ellenfél Eredmény | Ellenfél Eredmény | Ellenfél Eredmény | Ellenfél Eredmény     | Ellenfél Eredmény    | Ellenfél Eredmény | Ellenfél Eredmény | Ellenfél Eredmény | Helyezés |
| -------------- | ----------- | ----------------- | --------------------------------- | ------------------------------------ | ----------------- | ----------------- | ----------------- | --------------------- | -------------------- | ----------------- | ----------------- | ----------------- | -------- |
| Haldun Efemgil | Légsúly     | erőnyerő          | Carlos Noriega (BOL) · 1000-0000  | Philippe Pradayrol (FRA) · 0000-0001 | kiesett           | kiesett           |                   |                       |                      |                   |                   |                   | 19.      |
| Alpaslan Ayan  | Könnyűsúly  | erőnyerő          | Bruno Carabatta (FRA) · 0000-1000 | kiesett                              | kiesett           | kiesett           |                   |                       |                      |                   |                   |                   | 22.      |

Női
| Versenyző      | Versenyszám | Selejtező         | Nyolcaddöntő                     | Negyeddöntő       | Elődöntő          | Vigaszág nyolcaddöntő                 | Vigaszág negyeddöntő               | Vigaszág elődöntő                | Bronz- mérkőzés                | Döntő             | Helyezés |
| Versenyző      | Versenyszám | Ellenfél Eredmény | Ellenfél Eredmény                | Ellenfél Eredmény | Ellenfél Eredmény | Ellenfél Eredmény                     | Ellenfél Eredmény                  | Ellenfél Eredmény                | Ellenfél Eredmény              | Ellenfél Eredmény | Helyezés |
| -------------- | ----------- | ----------------- | -------------------------------- | ----------------- | ----------------- | ------------------------------------- | ---------------------------------- | -------------------------------- | ------------------------------ | ----------------- | -------- |
| Hülya Şenyurt  | Légsúly     | erőnyerő          | Cécile Nowak (FRA) · 0000-1000   |                   |                   | Carolina Mariani (ARG) · visszalépett | Giovanna Tortora (ITA) · 0001-0000 | María Villapol (VEN) · 0010-0000 | Karen Briggs (GBR) · 0100-0000 |                   |          |
| Derya Çalışkan | Harmatsúly  | erőnyerő          | Almudena Muñoz (ESP) · 0000-1000 |                   |                   | Jo Anne Quiring (USA) · 0000-0010     | kiesett                            | kiesett                          | kiesett                        |                   | 13.      |

## Evezés
Férfi
| Versenyző      | Versenyszám  | Előfutam      | Előfutam      | Vigaszág | Vigaszág | Elődöntő | Elődöntő | Elődöntő | Döntő | Döntő   | Döntő | Helyezés |
| Versenyző      | Versenyszám  | Idő           | Hely.         | Idő      | Hely.    | Típus    | Idő      | Hely.    | Típus | Idő     | Hely. | Helyezés |
| -------------- | ------------ | ------------- | ------------- | -------- | -------- | -------- | -------- | -------- | ----- | ------- | ----- | -------- |
| Ali Rıza Bilal | Egypárevezős | nem ért célba | nem ért célba | 7:26,03  | 5.       | D/C      | 7:10,22  | 4.       | D     | 7:35,15 | 2.    | 20.      |

## Íjászat
Férfi
| Versenyző                         | Versenyszám | Selejtező | Selejtező | Selejtező | Selejtező | Selejtező | Selejtező | Selejtező | Selejtező | Selejtező | Selejtező | Kieséses szakasz  | Kieséses szakasz  | Kieséses szakasz  | Kieséses szakasz  | Kieséses szakasz  | Helyezés |
| Versenyző                         | Versenyszám | 30 m      | 30 m      | 50 m      | 50 m      | 70 m      | 70 m      | 90 m      | 90 m      | Pont      | Hely.     | 32-es főtábla     | Nyolcaddöntő      | Negyeddöntő       | Elődöntő          | Döntő             | Helyezés |
| Versenyző                         | Versenyszám | Pont      | Hely.     | Pont      | Hely.     | Pont      | Hely.     | Pont      | Hely.     | Pont      | Hely.     | Ellenfél Eredmény | Ellenfél Eredmény | Ellenfél Eredmény | Ellenfél Eredmény | Ellenfél Eredmény | Helyezés |
| --------------------------------- | ----------- | --------- | --------- | --------- | --------- | --------- | --------- | --------- | --------- | --------- | --------- | ----------------- | ----------------- | ----------------- | ----------------- | ----------------- | -------- |
| Özcan Ediz                        | Egyéni      | 331       | 69.       | 313       | 48.       | 311       | 51.       | 274       | 56.       | 1229      | 59.       | kiesett           | kiesett           | kiesett           | kiesett           | kiesett           | 59.      |
| Vedat Erbay                       | Egyéni      | 346       | 26.       | 318       | 33.       | 310       | 55.       | 276       | 53.       | 1250      | 50.       | kiesett           | kiesett           | kiesett           | kiesett           | kiesett           | 50.      |
| Kerem Ersü                        | Egyéni      | 342       | 42.       | 314       | 44.       | 311       | 51.       | 287       | 33.       | 1254      | 46.       | kiesett           | kiesett           | kiesett           | kiesett           | kiesett           | 46.      |
| Özcan Ediz Vedat Erbay Kerem Ersü | Csapat      | 1019      | 16.       | 945       | 10.       | 932       | 18.       | 837       | 18.       | 3733      | 18.       | kiesett           | kiesett           | kiesett           | kiesett           | kiesett           | 18.      |

Női
| Versenyző                                     | Versenyszám | Selejtező | Selejtező | Selejtező | Selejtező | Selejtező | Selejtező | Selejtező | Selejtező | Selejtező | Selejtező | Kieséses szakasz                    | Kieséses szakasz                                                                       | Kieséses szakasz                                                                                      | Kieséses szakasz  | Kieséses szakasz  | Helyezés |
| Versenyző                                     | Versenyszám | 30 m      | 30 m      | 50 m      | 50 m      | 60 m      | 60 m      | 70 m      | 70 m      | Pont      | Hely.     | 32-es főtábla                       | Nyolcaddöntő                                                                           | Negyeddöntő                                                                                           | Elődöntő          | Döntő             | Helyezés |
| Versenyző                                     | Versenyszám | Pont      | Hely.     | Pont      | Hely.     | Pont      | Hely.     | Pont      | Hely.     | Pont      | Hely.     | Ellenfél Eredmény                   | Ellenfél Eredmény                                                                      | Ellenfél Eredmény                                                                                     | Ellenfél Eredmény | Ellenfél Eredmény | Helyezés |
| --------------------------------------------- | ----------- | --------- | --------- | --------- | --------- | --------- | --------- | --------- | --------- | --------- | --------- | ----------------------------------- | -------------------------------------------------------------------------------------- | --- | ----------------- | ----------------- | -------- |
| Elif Ekşi                                     | Egyéni      | 341       | 30.       | 319       | 17.       | 316       | 41.       | 282       | 51.       | 1258      | 39.       | kiesett                             | kiesett                                                                                | kiesett                                                                                               | kiesett           | kiesett           | 39.      |
| Natalia Nasaridze-Çakir                       | Egyéni      | 339       | 38.       | 324       | 13.       | 331       | 10.       | 313       | 14.       | 1307      | 12.       | Jenny Sjöwall (SWE) (21.) · 105-104 | Denise Parker (USA) (5.) · 100-105                                                     | kiesett                                                                                               | kiesett           | kiesett           | 15.      |
| Zehra Öktem                                   | Egyéni      | 337       | 42.       | 311       | 27.       | 328       | 18.       | 295       | 37.       | 1271      | 28.       | Denise Parker (USA) (5.) · 95-108   | kiesett                                                                                | kiesett                                                                                               | kiesett           | kiesett           | 30.      |
| Elif Ekşi Natalia Nasaridze-Çakir Zehra Öktem | Csapat      | 1017      | 10.       | 954       | 3.        | 975       | 5.        | 890       | 11.       | 3836      | 7.        |                                     | Lengyelország (POL) · Edyta Korotkin · Joanna Nowicka · Iwona Okrzesik (10.) · 235-213 | Egyesített Csapat (EUN) · Ljudmila Arzsannikova · Hatuna Kvrivisvili · Natalia Valeeva (2.) · 228-242 | kiesett           | kiesett           | 6.       |

## Ökölvívás
| Versenyző     | Versenyszám  | Selejtező                  | Nyolcaddöntő      | Negyeddöntő       | Elődöntő          | Döntő             | Helyezés |
| Versenyző     | Versenyszám  | Ellenfél Eredmény          | Ellenfél Eredmény | Ellenfél Eredmény | Ellenfél Eredmény | Ellenfél Eredmény | Helyezés |
| ------------- | ------------ | -------------------------- | ----------------- | ----------------- | ----------------- | ----------------- | -------- |
| Mehmet Gürgen | Félnehézsúly | Ángel Espinosa (CUB) · RSC | kiesett           | kiesett           | kiesett           | kiesett           | 17.      |

RSC - a játékvezető megállította a mérkőzést

## Sportlövészet
Nyílt
| Versenyző   | Versenyszám | Selejtező | Selejtező | Elődöntő | Elődöntő | Döntő   | Döntő    |
| Versenyző   | Versenyszám | Pont      | Helyezés  | Pont     | Helyezés | Pont    | Helyezés |
| ----------- | ----------- | --------- | --------- | -------- | -------- | ------- | -------- |
| Alp Kızılsu | Trap        | 141       | 25.*      | kiesett  | kiesett  | kiesett | kiesett  |

* - három másik versenyzővel azonos eredményt ért el

## Súlyemelés
| Versenyző             | Versenyszám | Szakítás                 | Szakítás                 | Lökés    | Lökés    | Összesen | Helyezés |
| Versenyző             | Versenyszám | Eredmény                 | Helyezés                 | Eredmény | Helyezés | Összesen | Helyezés |
| --------------------- | ----------- | ------------------------ | ------------------------ | -------- | -------- | -------- | -------- |
| Halil Mutlu           | 52 kg       | 112,5                    | 3.*                      | 135,0    | 5.       | 247,5    | 5.       |
| Hafız Süleymanoğlu    | 56 kg       | érvényes kísérlet nélkül | érvényes kísérlet nélkül | kiesett  | kiesett  | kiesett  | kiesett  |
| Naim Süleymanoğlu     | 60 kg       | 142,5                    | 1.                       | 177,5    | 1.       | 320,0    |          |
| Muharrem Süleymanoğlu | 75 kg       | 155,0                    | 5.                       | 175,0    | 22.      | 330,0    | 12.      |
| Sunay Bulut           | 82,5 kg     | 155,0                    | 15.                      | 192,5    | 10.      | 347,5    | 13.      |
| Erdinç Aslan          | +110 kg     | 170,0                    | 7.                       | 220,0    | 7.       | 390,0    | 7.       |

* - egy másik versenyzővel azonos eredményt ért el

## Úszás
Férfi
| Versenyző       | Versenyszám    | Előfutam | Előfutam | Előfutam | Döntő   | Döntő   | Döntő   | Helyezés |
| Versenyző       | Versenyszám    | Idő      | Hely.    | Össz.    | Típus   | Idő     | Hely.   | Helyezés |
| --------------- | -------------- | -------- | -------- | -------- | ------- | ------- | ------- | -------- |
| Mehmet Taner    | 100 m gyors    | 51,34    | 8.       | 27.      | kiesett | kiesett | kiesett | kiesett  |
| Mehmet Taner    | 200 m gyors    | 1:50,95  | 5.       | 20.      | kiesett | kiesett | kiesett | kiesett  |
| Mehmet Taner    | 400 m gyors    | 3:57,64  | 7.       | 23.      | kiesett | kiesett | kiesett | kiesett  |
| Mehmet Taner    | 100 m pillangó | 55,31    | 8.       | 24.      | kiesett | kiesett | kiesett | kiesett  |
| Mehmet Taner    | 200 m pillangó | 2:01,61  | 7.       | 23.      | kiesett | kiesett | kiesett | kiesett  |
| Can Ergenekan   | 200 m pillangó | 2:00,82  | 4.       | 11.      | B       | 2:01,21 | 4.      | 12.      |
| Can Ergenekan   | 100 m pillangó | 56,30    | 8.       | 38.      | kiesett | kiesett | kiesett | kiesett  |
| Can Ergenekan   | 400 m gyors    | 3:58,43  | 3.       | 25.      | kiesett | kiesett | kiesett | kiesett  |
| Derya Büyükuncu | 100 m hát      | 57,38    | 5.       | 22.      | kiesett | kiesett | kiesett | kiesett  |
| Derya Büyükuncu | 200 m hát      | 2:06,01  | 8.       | 33.      | kiesett | kiesett | kiesett | kiesett  |

## Vitorlázás
Férfi
| Versenyző      | Versenyszám     | Futam | Futam  | Futam | Futam | Futam | Futam | Futam | Futam | Futam | Futam  | Pontszám | Helyezés |
| Versenyző      | Versenyszám     | 1     | 2      | 3     | 4     | 5     | 6     | 7     | 8     | 9     | 10     | Pontszám | Helyezés |
| -------------- | --------------- | ----- | ------ | ----- | ----- | ----- | ----- | ----- | ----- | ----- | ------ | -------- | -------- |
| Kutlu Torunlar | Szörfvitorlázás | 35,0  | 22,0   | 39,0  | 32,0  | 37,0  | 38,0  | 38,0  | 37,0  | 32,0  | (40,0) | 310,0    | 32.      |
| Arif Gürdenlı  | Finn dingi      | 11,7  | (27,0) | 21,0  | 23,0  | 0,0   | 22,0  | 17,0  |       |       |        | 94,7     | 11.      |